# HD 220401
HD 220401，又名CD-4315360，SAO 231587、HR 8896，是一颗恒星，视星等为6.1，位于銀經345.21，銀緯-66.11，其B1900.0坐标为赤經23h 18m 16.4s，赤緯-43° -66.11′ 25″。